# Aleksej Tiščenko
Aleksej Viktorovič Tiščenko (in russo Алексей Викторович Тищенко?; Omsk, 29 maggio 1984) è un pugile russo, nelle categorie dei pesi piuma e leggeri, vincitore delle medaglie d'oro nella categoria dei pesi leggeri al torneo di pugilato delle Olimpiadi di Pechino del 2008 e nella categoria dei pesi piuma al torneo di pugilato delle Olimpiadi di Atene del 2004.

## Biografia
Nato nella città siberiana di Omsk, si è trasferito in giovane età con la famiglia a Rubtsovsk, dove ha cominciato a praticare il pugilato. Allenato in un primo momento dal padre Viktor, ha vinto subito il primo torneo a cui ha partecipato a soli 12 anni.
Si è laureato all'Accademia di Stato siberiana di Cultura Fisica e dello Sport. È stato membro del partito "Russia Unita". Nel marzo 2007, a 22 anni Tishchenko è diventato un membro dell'Assemblea Legislativa della Regione di Omsk.

## Carriera pugilistica

### Risultati alle Olimpiadi

#### Atene 2004
Ha vinto la medaglia d'oro nella categoria dei pesi piuma battendo in finale il nordcoreano Kim Song-guk.
- Batte Hadj Belkheir ( Algeria) 37-17
- Batte Shahin Imranov ( Azerbaigian) RSCI
- Batte Galib Jafarov ( Kazakistan) 40-22
- Batte Jo Seok-hwan ( Corea del Sud) 45-25
- Batte Kim Song-guk ( Corea del Nord) 39-17

#### Pechino 2008
Ha vinto la medaglia d'oro nella categoria dei pesi leggeri battendo in finale il francese Daouda Sow.
- Batte Saifeddine Nejmaoui ( Tunisia) 10-2
- Batte Anthony Little ( Australia) 11-3
- Batte Darley Pérez ( Colombia) 13-5
- Batte Hrachik Javakhyan ( Armenia) 10-5
- Batte Daouda Sow ( Francia) 11-9

### Risultati ai Mondiali

#### Mianyang 2005
Ha vinto la medaglia d'oro nella categoria dei pesi piuma battendo in finale il bulgaro Alexey Shaydulin.
- Batte Bekzod Khidrov ( Uzbekistan) 21-12
- Batte Argenis Zapata ( Rep. Dominicana) 40-23
- Batte Berik Serikbayev ( Kazakistan) RSCO
- Batte Viorel Simion ( Romania) RSCO 2
- Batte Alexey Shaydulin ( Bulgaria) AB 2

#### Chicago 2007
Ha vinto la medaglia di bronzo nella categoria dei pesi leggeri sconfitto in semifinale dall'inglese Frankie Gavin.
- Batte Jung-Won Kim ( Corea del Sud) 27-20
- Batte Husnli Kocabas ( Paesi Bassi) RSCO 3
- Batte Pichai Sayotha ( Thailandia) RSCO 3
- Sconfitto da Frankie Gavin ( Inghilterra) 10-19